# Henryk Sierka
Henryk Sierka (ur. 1 listopada 1909 w Warszawie, zm. w grudniu 1988) – polski kolejarz, poseł na Sejm PRL V kadencji.

## Życiorys
Syn Antoniego. Uzyskał wykształcenie podstawowe, z zawodu tokarz. Pracował jako maszynista parowozu w Parowozowni Polskich Kolei Państwowych w Poznaniu. W 1969 uzyskał mandat posła na Sejm PRL w okręgu Poznań z ramienia Polskiej Zjednoczonej Partii Robotniczej, zasiadał w Komisji Komunikacji i Łączności.
Pochowany na cmentarzu Górczyńskim w Poznaniu.

## Odznaczenia
- Krzyż Kawalerski Orderu Odrodzenia Polski
- Srebrny Krzyż Zasługi (1954)[2]
- Medal 10-lecia Polski Ludowej (1955)[3]